# Paradrina paradoxa
Paradrina paradoxa là một loài bướm đêm trong họ Noctuidae.